# Búðir
Búðir (traslitterato Budir) è un piccolo borgo che si trova nei pressi dei campi di lava di Búðahraun a Staðarsveit,  nell'Islanda occidentale, sulla punta più occidentale della penisola di Snæfellsnes, dove il Hraunhafnará scende verso il mare (l'antico nome originale di Budir era proprio Hraunhöfn).
Il villaggio appartiene amministrativamente a Snæfellsbær, un comune che ha il suo centro amministrativo nella città di Ólafsvík.

## Descrizione
Attualmente Búðir è costituito solo da un gruppo di vecchi edifici, il ristorante popolare e Hotel Búðir e una piccola chiesa. L'edificio originale dell' Hótel Búðir è stato distrutto da un incendio il 21 febbraio 2001; è stato completamente riedificato in modo tale che l'edificio oggi esistente è simile a quello antico e ben inserito nel contesto originario di vecchie abitazioni in un ambiente naturale.
Si ritiene che navi commerciali e pescherecci siano approdati a Búðir sin da quando i primi abitatori dell'Islanda aprirono una rotta attraverso l'oceano; l'attività commerciale nel luogo iniziò dunque molto presto nella storia documentata. Inizialmente la funzione principale di Búðir era di fungere da hub commerciale per Snæfellsnes e la circostante regione della costa occidentale, durante un lungo periodo di monopolio commerciale danese. Oggi il piccolo insediamento di Búðir insieme all'Hótel Búðir è un centro di attrazione a Snæfellsnes per i turisti e le attività collegate al turismo.